# Juliana Mbengono

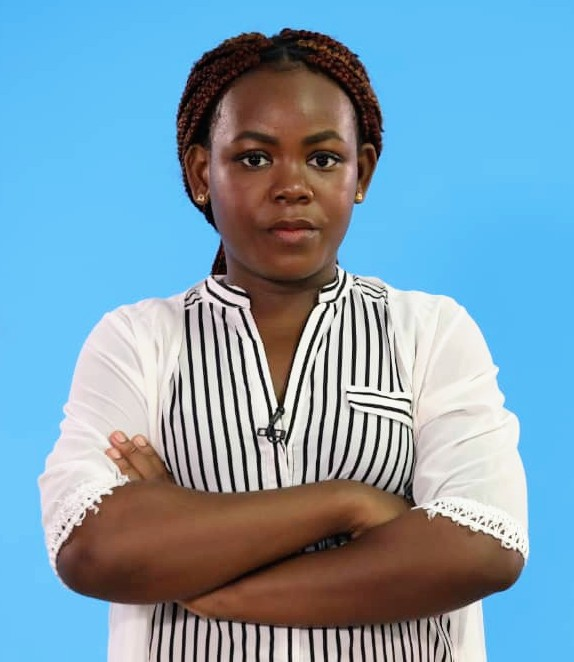
Juliana Mbengono (2021)

Juliana Mbengono Elá Avomo (geb. 18. Mai 1996 in Ebebiyín, Äquatorialguinea) ist eine äquatorialguineische Schriftstellerin.

## Leben
Juliana Mbengono Elá Avomo wurde am 18. Mai 1996 in Ebebiyín geboren. Sie hat einen Abschluss in Journalismus der Universidad Nacional de Guinea Ecuatorial.
In ihrer Arbeit hat sie sich auf kulturelle Themen spezialisiert. Sie betreibt auch mehrere Blogs, zum Beispiel Popó mango und Biyaare.

### Zusammenarbeit
Juliana Mbengong machte die Öffentlichkeitsarbeit für das Kollektiv “Capullos literarios/Más Letras”, welches poetische Aktionen und öffentliche Lesungen in städtischen Kontexten veranstaltet. Sie war auch Koordinatorin von Locos por Cultura-LPC und ist Mitglied der Theaterkompanie Biyeyema.
Juliana Mbengono pflegt Kooperationen mit verschiedensten Projekten und Institutionen, zum Beispiel dem Ausstellungsprojekt im öffentlichen Raum „Escritoras en mi barrio“ (Schriftstellerinnen in meinem Viertel, 2021) der Biblioteca Nacional de Guinea Ecuatorial und der Centros culturales de España Guinea Ecuatorial (Spanische Kulturzentren in Äquatorialguinea). Sie beteiligte sich an der zweiten Ausgabe von „Cuentos en Red“ (Geschichten im Netzwerk) (2021) vom Netzwerk der Centros culturales de la Cooperación Española, Casa África und Real Academia de España en Roma.
2021 war sie Gast-Dichterin beim IX Festival Iberoamericano de Poesía in Fusagasugá, Kolumbien.

## Auszeichnungen
Preise aus verschiedenen Literaturwettbewerben:
- Dritter Preis in der Poesie-Kategorie des „Equinoccio de primavera“ (Frühlings-Equinox) des Centro Cultural Ecuatoguineano 2014.
- Erster Preis im IV. Wettbewerb „Juan Manuel Davies“ der Casa de Cultura de Rebola 2015 mit dem Gedicht Hijas de la mujer.
- Zweiter Preis im Wettbewerb „Cosas de mujeres“ (Frauensacen) des Institut Francais Malabo (IFGE)[5] 2018.
- Dritter Preis[6] mit Exponentes culturales y manifestaciones artísticas en Guinea Ecuatorial (Kulturelle Exponenten und künstlerische Manifestationen in Äquatorialguinea) in der Kategorie Essay im II. Wettbewerb „Miguel de Cervantes“ der Academia Ecuatoguineana de la Lengua Española 2018.
- Zweiter Preis mit Estrella perdida im Wettbewerb „Guinea Escribe“.[7] des Centros Culturales de España und des Centro Cultural de España en Bata und Centro Cultural de España en Malabo, sowie der Fundación Martínez Hermanos 2019.
- Noche oscura (Dunkle Nacht), Gewinnerin des Preises Amadou Ndoye[8] der Universidad de La Laguna 2019.
- Erster Preis in der Kategorie Erzählung im V. Wettbewerb „Miguel de Cervantes“ der Academia Ecuatoguineana de la Lengua Española 2021.

## Veröffentlichungen
- Erzählung: Hijas de la mujer. (Töchter der Frau.) Ed. Mey 2016.
- Dichtung: Barro en mis pies. (Matsch an meinen Füßen.) 2018.[9] in der Künstler-Ausgabe von Más Letras und Ed. Habitación 323 und Cosas que no debe escribir una niña. Molde para mujeres imperfectas (Dinge, die ein Mädchen nicht schreiben sollte. Schimmel für unvollkommene Frauen.),[10][11] Ediciones en AUGE 2019.
- Texte in Sammelpublikationen des Centro Cultural Ecuatoguineano, Centro Cultural de España en Malabo oder des Instituto Francés de Guinea Ecuatorial.
- Gedicht Sentimientos no correspondidos (Unerwiderte Gefühle) im Florilegium „Português Lugar da Escrita - Mulheres na poesia“ von Casa Fernando Pessoa und der Italienischen Botschaft in Lissabon zum Día de la Lengua Portuguesa (Tag der Portugiesischen Sprache) 2021.[12] Eine Auswahl von Gedichten aus der Comunidad de Países de Lengua Portuguesa (CPLP).
- Parte de su obra está incorporada al catálogo del Fondo Digital de Guinea Ecuatorial de la Biblioteca Digital de AECID.
- Veröffentlichungen in „Nevando en la Guinea“ (Schnee in Guinea).